# 277 (nombre)
Pour un article plus général, voir Nombres 270 à 279.
Cet article est relatif au nombre 277. Pour les années, voir 277 et -277.
Le nombre 277 (deux cent soixante-dix-sept ou deux cent septante-sept) est l'entier naturel qui suit 276 et qui précède 278.
C'est :
- un nombre premier régulier, de Pythagore, sexy avec 271 et 283, cousin avec 281,
- le 9e auto nombre premier,
- un nombre de Perrin.